# Ahiqar

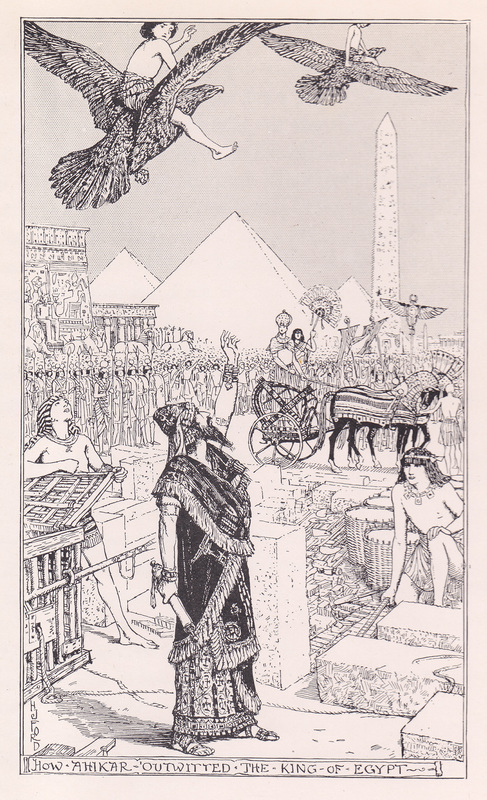
How Ahikar Outwitted the King of Egypt de Henry Justice Ford

Ahiqar o Ahikar (aparentemente nacido en el siglo VIII antes de Cristo) era un sabio arameo conocido en el antiguo Oriente Próximo por su sabiduría excepcional.
La Historia y enseñanzas de Ahikar, también conocida como Las palabras de Ahikar o El relato de Ahikar, se ha encontrado en papiros arameo del siglo V a. C. entre las ruinas de Elefantina. La narración de la parte inicial de la historia se expande en gran medida por la presencia de un gran número de dichos sabios y proverbios de Ahikar, que se muestran en un contexto de charla con su sobrino. Un gran número de estudiosos sospecha que estos dichos y proverbios eran originalmente un documento separado, ya que en ellos no se menciona a Ahikar. Algunos de los dichos son similares a algunas partes del libro bíblico del Antiguo Testamento de los Proverbios, otros al deuterocanónico "Libro de la Sabiduría de Jesús, hijo de Sirac", y otros también a los proverbios babilónicos y persas. La colección de refranes es, en esencia, una selección de aquellos que son comunes en Oriente Medio en la época.
Achiacharus es el nombre que se le da en el Libro de Tobit (1,21-22; 2,10; 11,17-18; 14,10; 14,15), siendo éste un sobrino de Tobit y funcionario de la corte de Asarhaddón en Nínive que intercedía en favor de su tío perseguido; reapareciendo más tarde otro "Aquior" como Jefe de milicias en el Libro de Judit con un Discurso de elogio en favor de Israel enfrentando a Holofermes. El estudioso Jorge Hoffmann señaló en 1880 que este Ahikar, y Achiacharus de Tobías (11,20), son idénticos. En Uruk, se ha descubierto un texto cuneiforme babilonio tardío del siglo II a. C. que menciona el nombre arameo Aḫu’aqār de un sabio ummānu llamado Aba-enlil-Dari bajo Asarhaddón en el siglo VII a. C. Achaicarus, un sabio oriental, es también mencionado por Estrabón. También existen referencias a una o varias personas llamadas Ahī-yaqar en textos cuneiformes de la época de Senaquerib y Asarhaddón, aunque la identificación de esta persona (o personas) con el sabio Ahiqar es incierta. Parece, por tanto, que la leyenda era, sin duda, de origen oriental, aunque la relación entre las distintas versiones apenas se puede verificar.
Se ha afirmado que hay indicios de la leyenda incluso en el Nuevo Testamento, y hay una sorprendente similitud entre éste y La biografía de Esopo de Maximus Planudes (cap. XXIII-XXXII). La clasicista británica Stephanie West defiende que la historia de Creso en Historias (Heródoto) como asesor de Ciro I es otra manifestación de la historia de Ahiqar.

## Historia de Ahiqar

### Narrativa
En la historia, Ahikar fue canciller o ministro de los reyes asirios Senaquerib y Asarhaddón. Al no tener hijos propios, adoptó a su sobrino Nadab/Nadin, y lo crio para que fuera su sucesor. Nadab / Nadin conspiró, ingratamente, para que su anciano tío fuera asesinado, convenciendo a Asarhaddón de que su tío había cometido traición. En respuesta, Asarhaddón ordena la ejecución de Ahikar, y así, es detenido y encarcelado a la espera del castigo. Sin embargo, el ahora condenado canciller le recuerda al verdugo cómo le salvó de un destino similar cuando Senaquerib estaba al mando, por lo que el verdugo mata a un criminal preso en su lugar, y simula ante Asarhaddón que es el cuerpo de Ahikar.
El resto de los antiguos textos no sobreviven más allá de este punto, pero se cree que la conclusión original resultaba con Nadab / Nadin ejecutado, mientras que Ahikar era exonerado.
Textos posteriores nos muestran cómo Ahikar sale de su retiro para aconsejar al rey de Egipto en representación de Asarhaddón, para luego regresar triunfante ante este último. En estos textos, tras su regreso, Ahikar se encuentra con Nadab / Nadin, con el que está furioso, muriendo entonces su sobrino.

### Recensiones
La primera atestación de la historia acaece en la colonia militar judía de Elefantina hacia el siglo V a. C. Hay referencias en las literaturas rumana, eslava, armenia, árabe y siria a una leyenda, en la cual el héroe es Ahikar para armenios, árabes y sirios. También se han encontrado elementos de la historia de Ahikar en el egipcio demótico.
Existen cinco recensiones en siríaco clásico sobrevivientes de la historia y también evidencia de una versión siríaca más antigua. Esta último fue traducida al armenio y al árabe. Las traducciones al georgiano y al turco antiguo se basan en el armenio, mientras que la etíope se deriva del árabe, cuya influencia también es evidente en las versiones siríacas modernas.